# Polyscias maraisiana
Espèce
Statut de conservation UICN

 CR C2a, D : 
En danger critique
Polyscias maraisiana ou Gastonia mauritiana (le bois bœuf) est une espèce de plantes à fleurs de la famille des Araliaceae. C'est une plante endémique de l'île Maurice, qui se plaît dans les zones marécageuses. C'est un arbre que l'on trouve dans la plaine de Yémen et sur la côte est de l'île, ainsi qu'à l'île aux Aigrettes. Cette espèce est menacée de disparition.

## Synonymes
- Gastonia mauritiana Marais
- Terminalia elegans W.Bull, 1866
- Gastonia elegans (W.Bull) Frodin 2003 publ. 2004.

### Sous le nomPolyscias maraisiana
- (en) World Checklist of Selected Plant Families (WCSP) : Polyscias maraisiana
- (en) Catalogue of Life : Polyscias maraisiana Lowry & G.M.Plunkett (consulté le 21 décembre 2020)

### Sous le nomGastonia mauritiana
- (en) NCBI : Gastonia mauritiana (taxons inclus) (consulté le 8 juillet 2012)
- (en) UICN : espèce Gastonia mauritiana  Marais (consulté le 8 juillet 2012)

## Source
- (en) Gastonia mauritiana